# کاناکو کوندو
کاناکو کوندو (انگلیسی: Kanako Kondō؛ ۲۶ ژوئن ۱۹۸۱ – ) صداپیشه، و خواننده اهل ژاپن بود. وی از سال ۲۰۰۲ میلادی تاکنون مشغول فعالیت بوده‌است.